# 小笠原総合事務所
小笠原総合事務所（おがさわらそうごうじむしょ、英語：Ogasawara General Office, 略称：OGO）は、小笠原諸島の復帰に伴う法令の適用の暫定措置等に関する法律（昭和43年法律第83号）第26条の規定に基づいて小笠原諸島における日本の行政事務を統括する国土交通省の特別の機関である。同条第1項では「当分の間、小笠原諸島に係る国の行政機関の権限に属する事務を処理するため、現地の総合行政機関として国土交通省に小笠原総合事務所を置く。」としている。事務所庁舎は父島に設置されている。
当事務所は国土交通省の管轄下であるが、小笠原諸島の復帰に伴う村の設置及び現地における行政機関の設置等に関する政令（昭和43年政令第212号）第9条並びに関係政令、告示に基づき、国の総合行政機関として以下の業務も取り扱っている。
- 出入国管理、在留外国人管理（出入国在留管理庁所管）
- 検疫、労働基準監督署及び公共職業安定所が管掌する業務（厚生労働省所管）
- 植物防疫（農林水産省所管）
- 国有林管理（林野庁所管）

また、二見港における税関業務を行うため東京税関職員が3か月ごとに長期出張の形で当事務所に常駐している。なお、国土交通省機関の父島気象観測所（気象庁大気海洋部）、小笠原海上保安署（海上保安庁第三管区横浜海上保安部）も別途、父島に所在している。

## 歴史
- 1968年（昭和43年）6月26日、小笠原諸島が日本に復帰する。自治省に小笠原総合事務所が置かれる。
- 1974年（昭和49年）6月26日、国土庁が発足し、小笠原総合事務所は国土庁に移管する。
- 2001年（平成13年）1月6日、中央省庁再編により国土交通省が発足し、小笠原総合事務所は国土交通省に移管する。

## 組織
- 所長
- 次長
  - 総務課
  - 業務課
  - 国有林課
  - 専門調査官（2名）
    - 調査官